# Titularbistum Numida
Numida war eine antike Stadt in der römischen Provinz Mauretania Caesariensis im Norden von Algerien.
Numida ist ein ehemaliges Bistum der römisch-katholischen Kirche und heute ein Titularbistum.
| Titularbischöfe von Numida |                                                            |                                                 |                    |                   |
| Nr.                        | Name                                                       | Amt                                             | von                | bis               |
| 1                          | Ildefonso Naselli OSB                                      |                                                 | 20. September 1728 |                   |
| 2                          | Severino Maria Castelli OSB                                |                                                 | 27. März 1765      |                   |
| 3                          | Etienne Blanquet de Rouville                               | Weihbischof in Reims (Frankreich)               | 28. Januar 1828    | 3. November 1838  |
| 4                          | Paul Bùi Chu Tạo                                           | Apostolischer Vikar des Phát Diem (Vietnam)     | 24. Januar 1959    | 24. November 1960 |
| 5                          | Cornélio Veerman CM                                        | Prälat von Cametá (Brasilien)                   | 27. Februar 1961   | 30. November 1970 |
| 6                          | Edward Louis Heston CSC Titularerzbischof pro hac vice     | Kurienerzbischof                                | 6. Januar 1972     | 2. Mai 1973       |
| 7                          | Mario Pio Gaspari Titularerzbischof pro hac vice           | Apostolischer Delegat/Apostolischer Pro-Nuntius | 6. Juni 1973       | 23. Juni 1983     |
| 8                          | Giovanni Battista Morandini Titularerzbischof pro hac vice | Apostolischer Nuntius                           | 30. August 1983    | 21. Oktober 2024  |
| 9                          | Timothy O’Malley                                           | Weihbischof in Chicago (USA)                    | 20. Dezember 2024  |                   |